# علم الموارنة
على الرغم من أنه يعتقد أن علم الموارنة أو العلم الماروني قد تم إنشاؤه في القرن السابع عشر أو القرن الثامن عشر، إلا أن أول استخدام مسجل له كان في أكتوبر من عام 1848. كما رفع العلم كأول علم وطني للبنان في 2 أكتوبر من عام 1918، بعد سقوط الإمبراطورية العثمانية. يعتبر العلم أحد رموز الموارنة.

## خلفية
تم إنشاء نسخة 1913 من العلم من قبل صحفيان برازيليان لبنانيان، وهما شكري الخوري ونعوم اللبكي، اللذان كانا جزءا من حركة المهجر في الأمريكتان. تم رفع العلم في 2 أكتوبر من عام 1918، بعد طرد القوات العثمانية من جبل لبنان، وتم تعليقه في المجلس الإداري في جبل لبنان حتى عام 1920، عندما دولة لبنان الكبير.
استخدم العلم أيضا من قبل الوفد اللبناني الثاني إلى مؤتمر باريس للسلام، بقيادة البطريرك الماروني إلياس بطرس الحويك، من أجل تقديم التماس لإقامة دولة لبنانية مستقلة منفصلة عن المملكة العربية السورية التي كانت بقيادة فيصل الأول.

## الرمزية

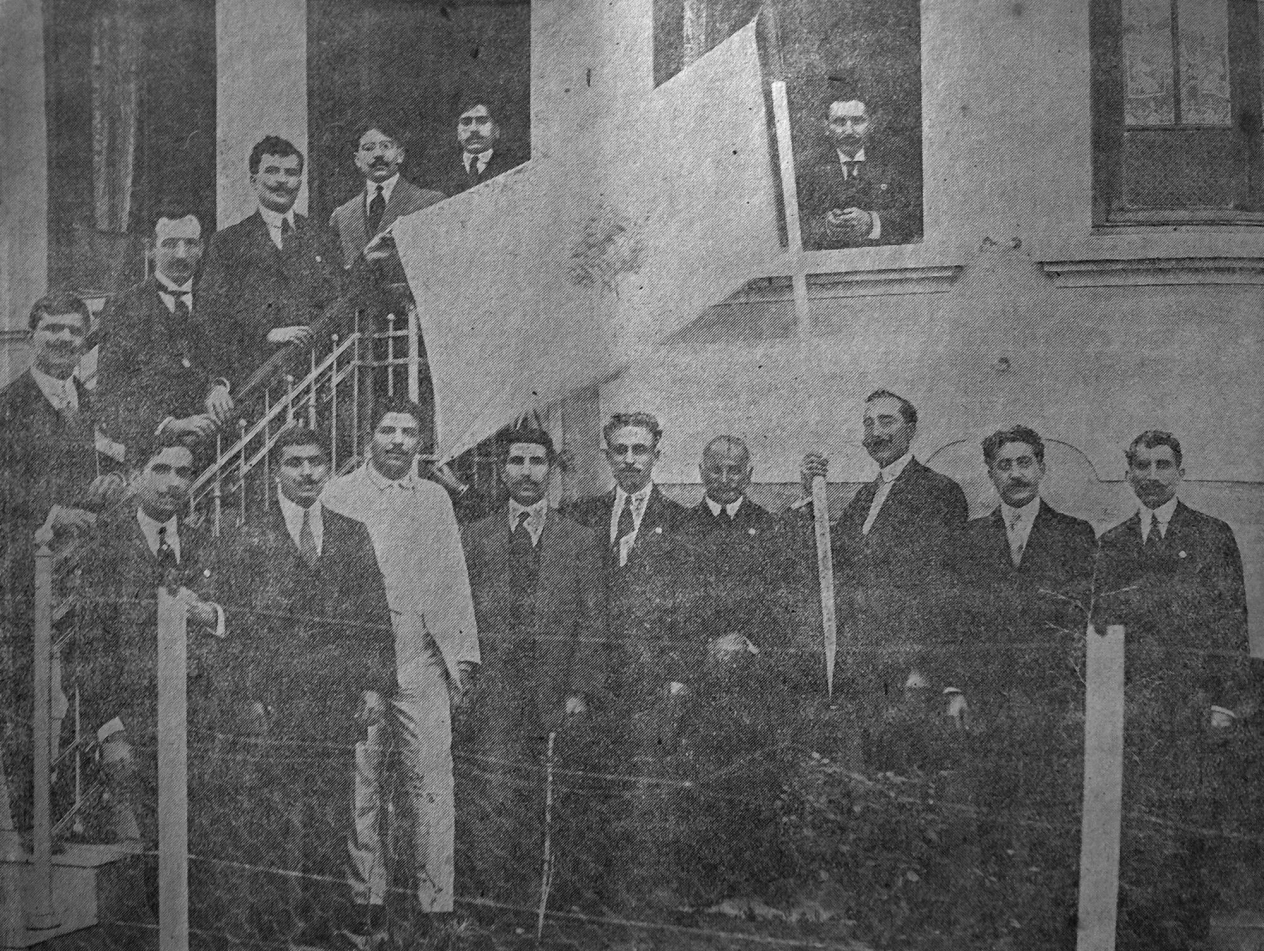
اللجنة التنفيذية لرابطة التقدم في لبنان في ساو باولو، عام 1914

يتميز العلم بتصميم بسيط مع ميزتين رئيسيتين:
- تمثل الخلفية البيضاء ثلج جبل لبنان كرمز للنقاء والسلام.
- شجرة الأرز اللبناني التي تعتبر الرمز الوطني للبنان. تم ذكر أرز لبنان 77 مرة في الكتاب المقدس.

## معرض الصور

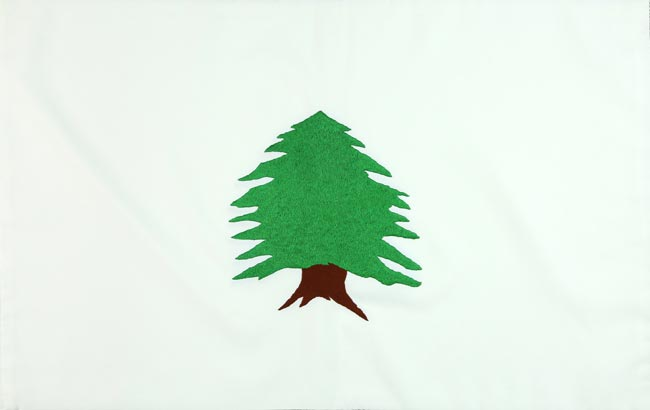
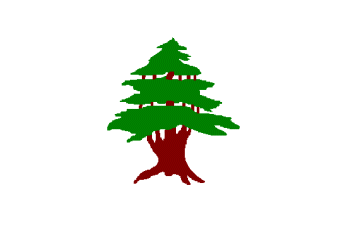
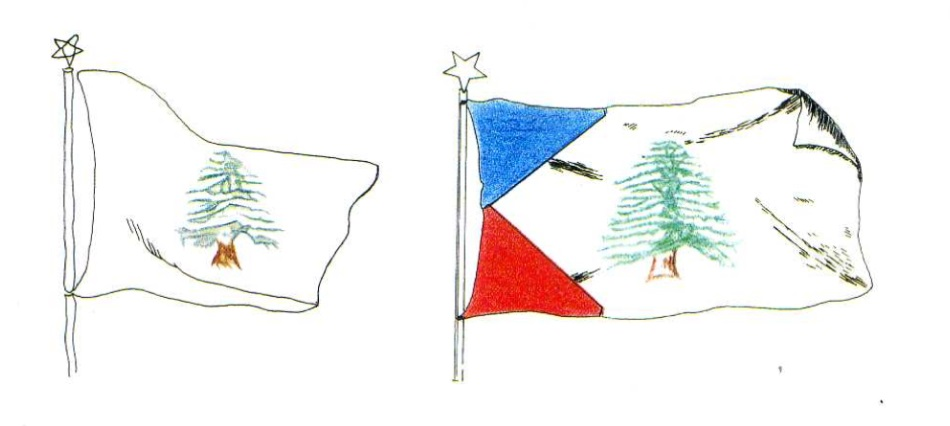